# Vittorio Mangano
Pour les articles homonymes, voir Mangano.
Vittorio Mangano, né le 18 août 1940 à Palerme et mort le 23 juillet 2000 dans cette même ville était un membre de la mafia sicilienne (Cosa Nostra) condamné et arrêté à plusieurs reprises pour ses activités criminelles. Il était officiellement embauché comme « garçon d'écurie »  dans la villa de Silvio Berlusconi à Arcore au cours de la première moitié des années 1970 ce qui lui a valu le surnom de «stalliere di Arcore» (garçon d'écurie de Arcore). Berlusconi deviendra premier ministre d'Italie.

## Maxi-Procès
Pendant le Maxi-Procès au milieu des années 1980, les transfuges de la mafia (repentis), Tommaso Buscetta et Salvatore Contorno, ont déclaré que Mangano était un « uomo d'onore » (homme d'honneur) de Cosa Nostra et un membre de la famille Porta Nuova qui était dirigée par Pippo Calò. Buscetta était lui-même membre de cette famille.

### Employé par Silvio Berlusconi
De 1973 à 1975, Mangano a été embauché comme garçon d'écurie à la Villa San Martino appartenant à Silvio Berlusconi à Arcore (Brianza), une petite ville située près de Milan. Le vrai travail de Mangano consistait à dissuader les ravisseurs de cibler les enfants du magnat. C'est Marcello Dell'Utri le bras droit de Berlusconi qui lui a conseillé de prendre Mangano pour cet emploi,. Mangano a ainsi assuré la sécurité de la villa et a parfois récupéré les enfants de Berlusconi à l'école.
Silvio Berlusconi a conservé Vittorio Mangano comme employé en dépit de son casier judiciaire datant des années 1960. Il ne l'a jamais renvoyé, même si, pendant qu'il était employé à la Villa, il a été emprisonné en raison de condamnations, et a été soupçonné d'organiser l'enlèvement d'un ami de Berlusconi. Mangano a quitté spontanément l'emploi à la fin de 1975, préoccupé par la réputation de Berlusconi, quand de nombreux journaux ont commencé à faire scandale à propos de son séjour à Arcore. Berlusconi a déclaré plus tard qu'il n'était absolument pas au courant de la mauvaise réputation de Mangano quand il l'a embauché.

### Déclarations faites par le juge antimafia Paolo Borsellino
Le juge antimafia Paolo Borsellino a cité nommément Mangano dans sa dernière entrevue du 19 mai 1992, avec les journalistes Jean-Pierre Moscardo et Fabrizio Calvi. Borsellino a parlé des relations et des connexions de la mafia avec les entreprises et la politique. Selon Borsellino, Mangano était le lien entre la mafia sicilienne et ses intérêts dans le Nord de l'Italie. Borsellino a été tué deux mois après cette interview par une voiture piégée dans la Via D'Amelio.
Le repenti Salvatore Cancemi a révélé que la société de Berlusconi Fininvest, avait versé à Cosa Nostra par l'intermédiaire de Marcello Dell'Utri et de Mangano, 200 millions de lires (100 000 euros) par an.
Le contrat prévoyait que Cosa Nostra soutiendrait le parti Forza Italia de Berlusconi en échange de faveurs politiques, dans le but de faire voter une législation favorable à Cosa Nostra, en particulier concernant l'article du régime carcéral 41 bis. 
Selon le repenti Antonino Giuffrè, Mangano a servi comme interface entre le chef de la mafia Stefano Bontade : « Quand Vittorio Mangano a obtenu l'emploi dans la villa Arcore, le patron Stefano Bontade et certains de ses proches collaborateurs l'ont utilisé pour répondre à Berlusconi en utilisant les visites de Mangano comme prétexte. » 
Giuffrè devant la cour de Palerme a affirmé que contrairement aux affirmations de Berlusconi, celui-ci connaissait les liens de Mangano avec la Mafia quand il l'avait embauché à la villa.

### Assassinat de Giuseppe Pecoraro et Giovambattista Romano
Vittorio Mangano a été condamné à la prison à vie le 19 juillet 2000 pour l'assassinat de Giuseppe Pecoraro et Giovambattista Romano en janvier 1995. La victime, déjà le boss du quartier de Borgo Vecchio à Palerme, a été éliminé sur l'ordre de Bagarella et Brusca. Attiré dans un piège, il a été étranglé et dissous dans 'acide. En outre, il a été soupçonné d'être responsable de l'enlèvement de Luigi D'Angerio après un dîner dans la villa de Silvio Berlusconi le 7 décembre 1974.

## Mort en prison
Mangano est mort en prison d'un cancer le 23 juillet 2000, quelques jours après le verdict.